# 청송 만세루
청송 만세루(靑松 萬歲樓)는 대한민국 경상북도 청송군 청송읍에 있는 건축물이다. 2017년 8월 28일 경상북도의 유형문화재 제509호로 지정되었다.

## 개요
조선 세종(재위 1418∼1450)이 부사 하담에게 명하여 지은 건물로 소헌왕후(세종의 비)의 친가 청송 심씨 선조 묘소에 제사를 지내던 곳이다.
철종 7년(1856)에 심씨 후손들이 고쳐 세웠으며, 1958년에 또 고쳐 세웠다. 그 뒤 1968년 찬경루를 고쳐 세울 때 같이 고쳐 지었다.
앞면 5칸·옆면 2칸 규모이며, 지붕은 옆면에서 볼 때 사람 인(人)자 모양인 맞배지붕이다. 4면에 난간을 설치하였으며, 2층으로 오르내릴 수 있는 계단이 뒤쪽에 있다.
2025년 3월 25일 산불로 인하여 전소되었다.

## 갤러리

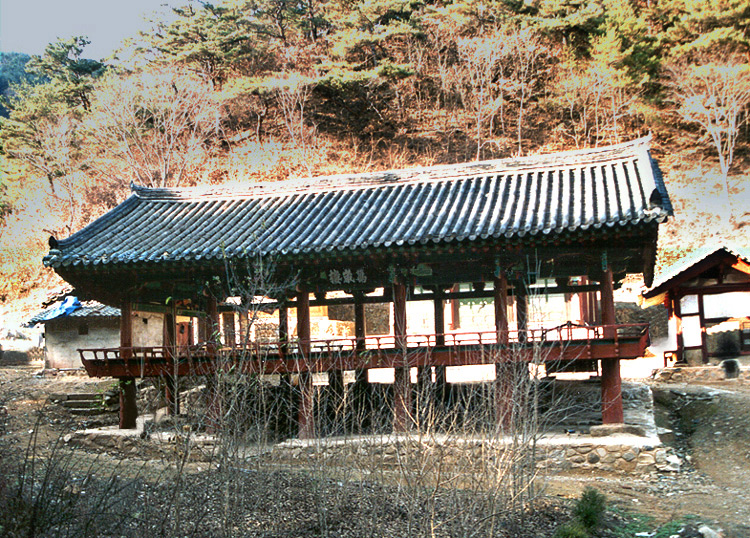

## 참고 문헌
- 청송 만세루 - 국가유산청 국가유산포털